# Simonetta Sommaruga
Simonetta Myriam Sommaruga (Zug, 1960. május 14. –) svájci politikus, 2015-ben és 2020-ban a Svájci Államszövetség elnöke.

## Élete
Az Aargau kantonbeli Sinsban nőtt fel.
Miután 1980-ban elvégezte az immenseei gimnáziumot, zongoraművésznek készült, és 1983-ban szerzett tanári diplomát a luzerni konzervatóriumban. 26 évesen belépett Svájc Szociáldemokrata Pártjába (SP).
1988 és 1991 között angol és spanyol irodalmat tanult a Freiburgi Egyetemen, de nem szerzett diplomát.
1999 és 2003 között a Svájci Nemzeti Tanács, majd 2010-ig a Svájci Államtanács tagja volt. 2010 és 2022  között a Szövetségi Tanács tagja volt.
1996 óta házas Lukas Hartmann íróval.
2022. október végén Hartmann agyvérzést kapott, ezért felesége, Simonetta Sommaruga bejelentette, hogy 2022 végén lemond szövetségi tanácsi posztjáról.

## Fordítás
- Ez a szócikk részben vagy egészben  a   Simonetta Sommaruga című német Wikipédia-szócikk fordításán alapul.  Az eredeti cikk szerkesztőit annak laptörténete sorolja fel. Ez a jelzés csupán a megfogalmazás eredetét és a szerzői jogokat jelzi, nem szolgál a cikkben szereplő információk forrásmegjelöléseként.